# Crâne rouge
Johann Schmidt, alias Crâne rouge (« Red Skull » en version originale) est un super-vilain évoluant dans l'univers Marvel de la maison d'édition Marvel Comics. Créé par le scénariste Joe Simon et le dessinateur Jack Kirby, le personnage de fiction apparaît pour la première fois dans le comic book Captain America Comics #1 en décembre 1940 paru chez Timely Comics, sous l'identité de l'agent John Maxon.
Dans Captain America Comics #7 (octobre 1941), il apparaît comme l'agent nazi Johann Schmidt puis, dans Captain America Comics #61 (mars 1947), il apparaît sous le nom d’Albert Malik. Il revient en tant que Crâne rouge dans Tales of Suspense #65 (1965) à la suite d'une révision rétroactive de son histoire.
Crâne rouge est l'ennemi juré du super-héros Captain America, aussi bien durant la Seconde Guerre mondiale qu'à l'époque contemporaine.
Dans l'univers cinématographique Marvel, le personnage de Crâne rouge est interprété par l'acteur Hugo Weaving dans les deux premiers films Captain America, puis par Ross Marquand dans les deux derniers Avengers alors qu'il est devenu le Gardien de la Pierre de l'Âme sur la planète Vormir.

## Historique de la publication

### Création originale
Crâne rouge est un personnage créé par le scénariste Ed Herron et dessiné et encré par Jack Kirby, qui apparaît pour la première fois dans Captain America Comics #1, publié en décembre 1940 chez Timely Comics. Il est à l'origine un agent ennemi nazi quelconque et meurt à la fin de cet épisode.
Cependant, Kirby et Simon, les auteurs de ce comics, le font revenir d'entre les morts dès le #3, où il défie Captain America dans sa première histoire. Le dessin est encore signé par Kirby, mais cette fois encré par Bernie Klein.
D'après la biographie de Joe Simon, c'est en regardant un sundae fondre qu'il eut les premières idées concernant l'aspect graphique du personnage.

### Traduction française
Dans les premières traductions françaises des aventures de Captain America parues chez Arédit/Artima, Crâne rouge était rebaptisé Crâne écarlate. Le but était sans doute de ne pas susciter d'accusation d'anticommunisme[réf. nécessaire], bien que le personnage soit un ancien nazi.
Le nom « Crâne rouge » était lui employé par les traductions des éditions Lug-Semic, où le personnage était cependant nettement moins présent.

## Biographie du personnage

### Origines
Johann Schmidt naît en 1899 dans un village allemand non identifié. Fils d'une femme morte en couches prénommée Martha et d'un père violent et alcoolique dénommé Hermann (qui tenta de le noyer pour venger la mort de son épouse et se suicida peu après), Johann fut recueilli par l'ancien docteur de sa mère, puis vécut dans les rues.
Durant sa jeunesse, il rencontre Esther, la fille d'un commerçant juif, qui fut la seule personne qui fit preuve de gentillesse à son égard. Un jour, il tente de la séduire mais, comme elle refuse ses avances, il l’assassine. Ce fut son premier meurtre. Plus tard, il devint le bras droit d'Hitler et se débarrassa petit à petit des autres fidèles du Führer.
Essayant d’exécuter les ordres d’Hitler, ses subordonnés ont d’abord essayé de former Schmidt à devenir un soldat allemand parfait portant un uniforme SS ordinaire. Enragé, car il voulait transformer Schmidt en quelque chose de complètement différent, Hitler a personnellement repris la formation de Schmidt. Hitler a donné à Schmidt un masque de Crâne Rouge réaliste ressemblant à un crâne et l’a nommé le Crâne rouge. Le Crâne n’était responsable qu’envers Hitler lui-même.
Lors de la Seconde Guerre mondiale, Le Crâne a entrepris diverses missions pour Hitler, la plupart impliquant la spécialité du Crâne, la propagation de la terreur. Au début des années 1940, avant que les États-Unis n’entrent dans la Seconde Guerre mondiale, le Crâne rouge était particulièrement impliqué dans des activités subversives aux États-Unis. Le gouvernement des États-Unis a créé la personnalité costumée du Captain America afin qu’il y ait une contrepartie costumée au Crâne Rouge. Finalement, durant une confrontation avec Captain America il fut enseveli sous les décombres d'un château à la suite de son explosion, mais un gaz expérimental le maintint en vie.
Après sa disparition, un agent communiste adopta l'identité de Crâne rouge pendant les années 1950 ; c'est ce Crâne rouge qui fut, entre autres, responsable de la mort de Richard et Mary Parker, les parents de Peter Parker (Spider-Man). Ce second Crâne rouge trouva des années plus tard la mort des mains de Scourge (agent de Schmidt).
Le véritable Crâne Rouge réapparut cependant peu après la résurrection de Captain America de son propre état d’animation suspendue. Il a été trouvé par une équipe de recherche envoyée par l’organisation subversive appelée THEM, qui était en fait le conseil dirigeant d’Hydra dirigé par le baron Strucker. Strucker a soigneusement caché son identité au Crâne après que ce dernier ait été réanimé. À ce moment-là, les trois premiers Dormeurs avaient déjà été détruits par Captain America. Le Crâne a accepté de coopérer avec THEM et l’a fait juste assez longtemps pour voler le Cube cosmique à l'AIM, qui était alors une des organisations subsidiaires de THEM. Ce vol a conduit au premier affrontement de l’après-guerre du Crâne avec Captain America, qui l’a encore vaincu.
Selon Crâne rouge, dans un monde sans gouvernement, la loi du plus fort s'applique automatiquement. Pour arriver à ses fins, il ne recule devant rien, que ce soit l'intimidation, le terrorisme ou même le génocide.
Il a eu une fille, surnommée la Mère supérieure, dont il avait accéléré le vieillissement artificiellement. Elle est réapparue sous l'identité de Sister Sin puis Sin, complice et compagne de Crossbones.

### Parcours
Crâne rouge a été l'« allié » du baron Zemo, du baron Strucker, d'Arnim Zola et de l'AIM. Il a aussi été à la tête d'une division de l'HYDRA, organisation fondée par le baron Strucker, sous les ordres de ce dernier.
Il a aussi employé ou financé divers groupuscules (sans forcément que les intéressés le sachent) comme les Watchdogs, les Resistants, les Scourges of the Underworld ou Ultimatum. Il emploie régulièrement des hommes de main comme Crossbones, Mother Night (qui fut sa compagne), Machinesmith et parfois au sein d'un groupe, le Skeleton Crew.
Il manipule ainsi, en les finançant, pas mal de groupes mais aussi des entreprises, ainsi que des organismes officiels. Ainsi, il manipula la Commission aux affaires superhumaines (dirigée un temps par Val Cooper) pour destituer Steve Rogers de son rôle de Captain America pour remplacer par John Walker, alias « Super-Patriot » (ensuite connu comme U.S. Agent), plus violent.
Après être devenu, sous l'identité de Dell Rusk (anagramme de « Red Skull »), ministre de la Défense du gouvernement américain, Crâne rouge semble avoir été tué par le Soldat de l’hiver (alias Bucky). Mais, ayant possédé le corps d'un homme d'affaires russe par l'intermédiaire du Cube cosmique, il annonce officiellement sa résurrection aux médias lors d'une attaque contre Londres.

## Pouvoirs, capacités et équipement
Crâne rouge n'a aucun super-pouvoir. Durant la période où il était en possession d’un corps cloné du héros Captain America, il possédait des capacités physiques identiques à celles de Steve Rogers, même si, du fait d’un entraînement inférieur, il était incapable d'égaler les performances de Rogers. Par ailleurs, le clone de Crâne rouge posséda pendant un temps les pouvoirs mentaux du Professeur X.
C'est un expert en stratégie, tactique militaire et un excellent commandant sur le terrain, ainsi qu'un expert en politique, notamment dans le domaine des complots et manipulations politiques. Ses talents sont comparables aux plus grands conquérants de l’histoire. C'est aussi un excellent combattant à mains nues, maîtrisant plusieurs arts martiaux même s’il n’atteint pas le niveau de Captain America, ainsi qu'un tireur remarquable avec les armes à feu et un utilisateur d'armes blanches qualifié.
Il emploie souvent un armement sophistiqué et parfois des armures de combat high-tech. Il a également utilisé de nombreux êtres artificiels créés par son partenaire Arnim Zola.
Son arme la plus célèbre est sa « poussière de mort » (dust of death). La composition chimique de cette poudre est inconnue mais, dès qu’elle entre en contact avec la peau d'une personne elle la tue en quelques secondes, provoquant une flétrissure de la peau de la tête de la victime ainsi que sa coloration en rouge et la chute des cheveux. Le corps de la victime apparaît alors avoir un « crâne rouge » comme tête. Crâne rouge peut envoyer sa « poussière de mort » avec un revolver spécial.
La tête de Crâne rouge ressemble elle-aussi à un crâne de couleur rouge, à la suite d'un accident au cours duquel Crâne rouge respira sa propre « poussière de mort ». Il portait originellement un masque mais, après avoir été victime de son arme, son vrai visage a pris l'apparence du masque.
Lorsqu'il commet ses meurtres en utilisant sa poussière, Crâne rouge aime siffloter, fredonner ou jouer la Marche funèbre de Chopin, qui est devenue sa signature depuis les années 1940.
Il a aussi possédé pendant un temps le Cube cosmique créé par l'AIM.

## Versions alternatives
- Dans l'histoire Old Man Logan, Crâne rouge devient le maître incontesté des États-Unis après le génocide des super-héros par une coalition de super-vilains. Ce n'est que 50 ans plus tard (période durant laquelle se déroule le récit cité précédemment) que Wolverine le décapite et débarrasse ainsi le monde de ce dangereux manipulateur.
- Dans le premier tome de Ultimate Avengers (édition Panini Comics), on apprend que Captain America aurait eu un fils avec une certaine mademoiselle Richards dans les années 1940. Le-dit enfant, ayant hérité des pouvoirs de son père, serait devenu fou et aurait dépecé son visage pour ressembler au Crâne rouge original, son père l'ayant « abandonné ». Le fils de Captain America devient donc un de ses ennemis dans cette version des Vengeurs.
- Dans le comics Deadpool re-massacre Marvel, Crâne Rouge dirige une cabale de super-vilains (avec à ses côtés le Docteur Fatalis, Magnéto et l'Abomination) et manipule Wade Wilson afin qu'il tue les super-héros... Ce qu'il fait sans le savoir, croyant avoir affaire à des ennemis. Toutefois le mercenaire se rend compte de ses actes et décide de prendre sa revanche...

## Apparitions dans d'autres médias
Sauf indication contraire, les informations mentionnées dans cette section peuvent être confirmées par la base de données cinématographiques IMDb,  présente dans la section « Liens externes ».

### Cinéma
Interprété par Scott Paulin
- 1990 : Captain America réalisé par Albert Pyun

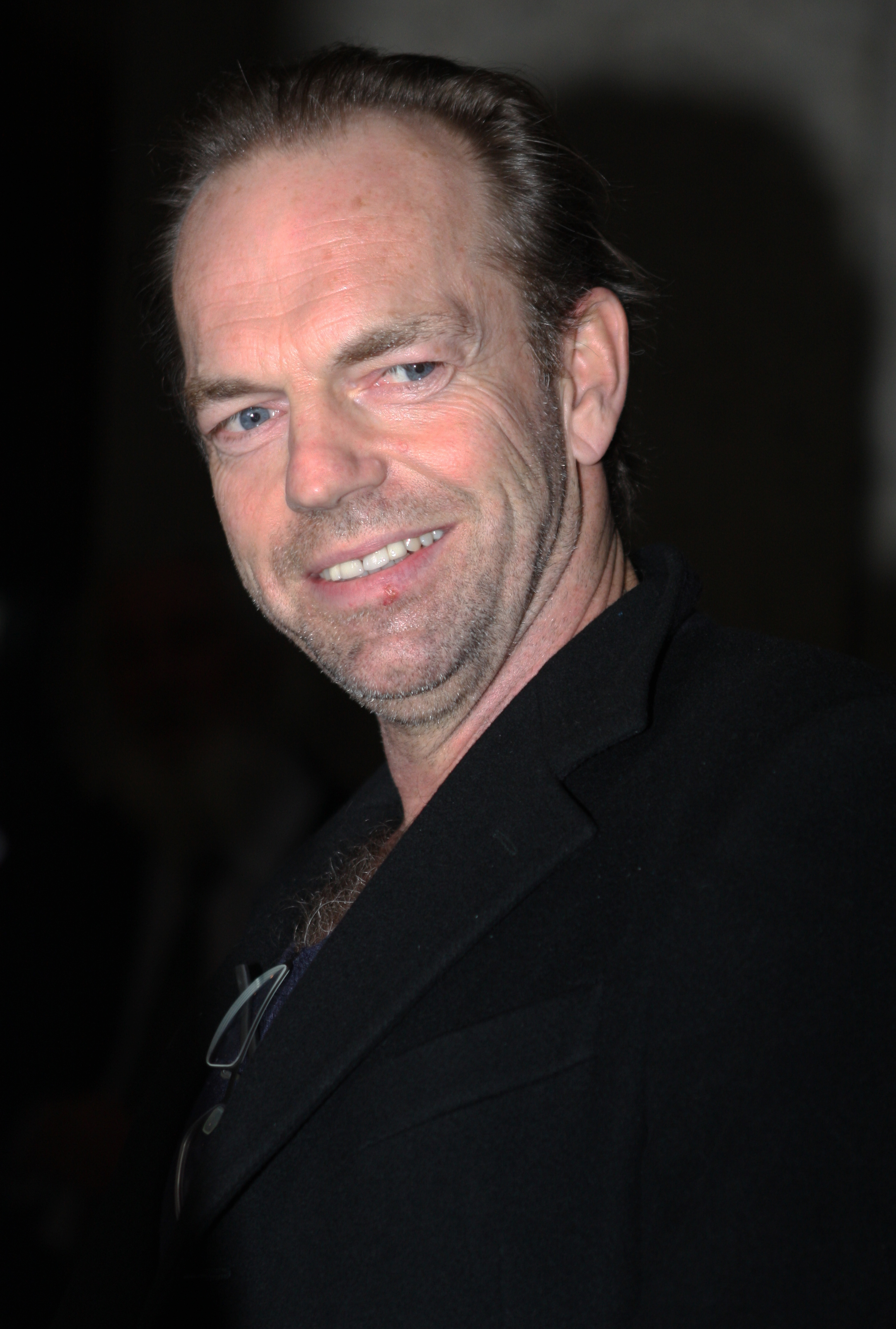
Hugo Weaving incarne Johann Schmidt/Crâne rouge dans Captain America : First Avenger (2011).

Interprété par Hugo Weaving (dans l'univers cinématographique Marvel)
- 2011 : Captain America: First Avenger[10] réalisé par Joe Johnston
- 2014 : Captain America : Le Soldat de l'hiver réalisé par les frères Anthony et Joe Russo (flash-back)

Interprété par Ross Marquand (dans l'univers cinématographique Marvel)
- 2018 : Avengers: Infinity War réalisé par les frères Anthony et Joe Russo
- 2019 : Avengers : Endgame réalisé par les frères Anthony et Joe Russo
- 2021 : What If...? (série télévisée d'animation)

Dans la version cinématographique de Captain America, Crâne rouge (Johann Schmidt) possède une force physique équivalente à celle de Steve Rogers.
Sous la menace, il obligea le Docteur Abraham Erskine à lui administrer sa dernière découverte, un nouveau sérum (le Sérum du Super Soldat ou S.S.S.) censé décupler les capacités physiques d'un combattant. Mais la conception du sérum étant encore inachevée, en plus des propriétés attendues, le sérum eut des effets indésirables qui accentuèrent la personnalité diabolique de Schmidt. Il n'est pas précisé si ce sérum modifia ou non son apparence.

### Télévision
- 1966 : The Marvel Super Heroes
- 1981 : Spider-Man
- 1983 : Spider-Man and His Amazing Friends (série d'animation)
- 1992 : X-Men: The Animated Series (série d'animation)
- 1994 : Spider-Man: The Animated Series (série d'animation)
- 2009 : The Super Hero Squad Show (série d'animation)
- 2010 : Avengers : L'équipe des super-héros (série d'animation)
- 2013 : Avengers Rassemblement (série d'animation)

### Jouets
- Crâne rouge apparaît dans le jeu de plateau Heroscape Marvel en tant que Red Skull.
- Crâne rouge apparaît dans plusieurs sets du jeu de figurine Marvel Heroclix en tant que Red Skull.
- Crâne rouge apparaît dans le jeu de plateau Marvel United en tant que Red Skull.